# Incheon International Airport Railroad
De Incheon International Airport Railroad of zoals het meestal genoemd wordt de Airport Railroad (A'REX), is een spoortraject, waar aan gebouwd wordt in Zuid-Korea. Het spoor verbindt Incheon International Airport en Gimpo Airport en Centraal Station van Seoel.
Er zijn twee diensten, een Express Train die van de luchthaven direct naar het Centraal Station van Seoel gaat. De reisduur is 43 minuten vanaf Terminal 1 en 53 minuten vanaf Terminal 2. De All stop Train stopt bij alle tussengelegen stations, en de reisduur wordt daarmee ongeveer een kwartier langer.

## Geschiedenis
Na een aantal ernstige vertragingen begon in 2002 de bouw. Het eerste gedeelte van 37,6 km van Incheon Airport naar Gimpo werd in maart 2007 in gebruik genomen en de rest van het 58 km lange traject naar Seoel/Yongsan volgde op 29 december 2010. Na de opening van Terminal 2 op de luchthaven in 2018 kwam de totale lengte uit op 63 km.
De lijn wordt gebouwd door een consortium geleid door het Franse bedrijf Alstom en het Zuid-Koreaanse Rotem, welke ook de KTX hogesnelheids trein lijn heeft gebouwd. De treinen zijn gebouwd voor een top van 120 km/h.
Tot juni 2006 stond de lijn bekend als "the Incheon International Airport Railroad", afgekort I'REX.